# Pseudocraterellus calyculus
Pseudocraterellus calyculus är en svampart som först beskrevs av Berk. & M.A. Curtis, och fick sitt nu gällande namn av D.A. Reid 1962. Pseudocraterellus calyculus ingår i släktet Pseudocraterellus och familjen kantareller.   Inga underarter finns listade i Catalogue of Life.